# جائزة بريطانيا الكبرى 2002
جائزة بريطانيا الكبرى 2002 (بالإنجليزية: 2002 British Grand Prix)‏ هو سباق فورمولا 1 أقيم بتاريخ 7 يوليو 2002 في حلبة سلفرستون، سيلفرستون، إنجلترا. كان العاشر من أصل 17 في بطولة العالم لسباقات الفورمولا واحد موسم 2002. حلّ الألماني مايكل شوماخر أولا بينما جاء البرازيلي روبنز باركيلو في المركز الثاني وحصل على المركز الثالث الكولومبي خوان بابلو مونتويا.